# 米切爾森島

米切爾森島在南奧克尼群島的位置

米切爾森島（英語：Michelsen Island），是南極洲的島嶼，屬於南奧克尼群島的一部分，在1821年由捕海豹者發現和繪入地圖，由挪威捕鯨者命名，現時由南極條約體系管理。